# Lonny Chapman
Lon Leonard Chapman (* 1. Oktober 1920 in Tulsa, Oklahoma; † 12. Oktober 2007 in Sherman Oaks, Los Angeles, Kalifornien) war ein US-amerikanischer Schauspieler.

## Leben
Lon „Lonny“ Chapman wuchs in Joplin, Missouri auf. Nach seinem Abschluss 1938 an der Joplin High School und dem Abschluss 1940 am Joplin Junior College begann er mit Hilfe eines Laufstipendiums ein Studium an der University of Oklahoma. Mit dem Eintritt der USA in den Zweiten Weltkrieg verpflichtete sich Chapman beim United States Marine Corps. Er nahm am Pazifikkrieg teil und verließ das Militär nach fünf Jahren wieder. Anschließend schloss er 1947 sein Studium mit einem Bachelor in Schauspiel ab. Gemeinsam mit seinem Studienkollegen Dennis Weaver zog er nach New York City, wo er innerhalb eines Jahres am Broadway debütierte.
Sein Leinwanddebüt als Filmschauspieler gab Chapman 1954 mit dem von Gordon Douglas inszenierten Filmmusical Man soll nicht mit der Liebe spielen an der Seite von Doris Day und Frank Sinatra. Er etablierte sich in der Folgezeit als vielbeschäftigter Nebendarsteller in Charakterrollen. Unter Regie von Elia Kazan spielte er in den Filmdramen Jenseits von Eden (1955) und Baby Doll – Begehre nicht des anderen Weib (1956). Im Jahr 1963 setzte ihn Alfred Hitchcock in seinem Horrorklassiker Die Vögel als Deke Carter ein, in dessen Hafenrestaurant sich zahlreiche Menschen vor den Vögeln verschanzen. Im Fernsehen hatte Chapman Hauptrollen in den kurzlebigen Krimiserien The Investigator (1958) und For the People (1965), wesentlich bekannter wurde er aber wohl durch seine Gastrollen in zahlreichen Serienklassikern wie Die Leute von der Shiloh Ranch, Bonanza, Drei Engel für Charlie, Das A-Team, Knight Rider und Mord ist ihr Hobby. Seine letzte Filmrolle spielte Chapman 2003 unter Regie von William Friedkin im Thriller Die Stunde des Jägers.
Trotz seiner Filmkarriere blieb Chapman dem Theater verbunden. Von 1973 bis zu seinem Tod war er künstlerischer Leiter des Group Repertory Theatre, einer Schauspielgruppe in North Hollywood, bei der er verschiedene Funktionen als Produzent, Autor, Regisseur und Schauspieler übernahm. Im Oktober 2007 verstarb Chapman im Alter von 87 Jahren an den Folgen einer Herzkrankheit und Lungenentzündung. Er war vom 13. Februar 1944 bis zu seinem Tod mit Erma Dean Gibbons verheiratet, das Paar hatte einen gemeinsamen Sohn.

## Filmografie (Auswahl)

### Film
- 1955: Man soll nicht mit der Liebe spielen (Young at Heart)
- 1955: Jenseits von Eden (East of Eden)
- 1956: Baby Doll – Begehre nicht des anderen Weib (Baby Doll)
- 1963: Die Vögel (The Birds)
- 1967: Die fünf Geächteten (Hour of the Gun)
- 1967: Mit dem Tod im Bunde (A Covenant with Death)
- 1968: Der große Schweiger (The Stalking Moon)
- 1969: Der Gauner (The Reivers)
- 1969: Woody, der Unglücksrabe (Take the Money and Run)
- 1970: Der Sheriff (I Walk the Line)
- 1971: Beginn einer Ehe (Marriage: Year One)
- 1971: Die Cowboys (The Cowboys)
- 1971: Ein mörderisches Team (Welcome Home, Soldier Boys)
- 1972: Die Flucht des Pumas (Run, Cougar, Run)
- 1972: Um drei Uhr geht die Bombe hoch (Visions…)
- 1974: Wo der rote Farn wächst (Where the Red Fern Grows)
- 1976: Rasende Gewalt (Moving Violation)
- 1978: Killer-Bienen II – Terror aus den Wolken (Terror out of the Sky)
- 1978: Die Bären sind nicht mehr zu bremsen (The Bad News Bears Go to Japan)
- 1980: Der Tag, an dem die Welt unterging (When Time Ran Out…)
- 1981: Amy – Die Stunde der Wahrheit (Amy)
- 1983: Was wird nur aus den Kindern? (Who Will Love My Children?)
- 1991: Ärztin unter Verdacht (The Rape of Doctor Willis)
- 1997: Freeze – Alptraum Nachtwache (Nightwatch)
- 2000: Wild Christmas (Reindeer Games)
- 2003: Die Stunde des Jägers (The Hunted)

### Serie
- 1961: Kein Fall für FBI (The Detectives, eine Folge)
- 1961–1965: Preston & Preston (The Defenders, acht Folgen)
- 1966–1969: Die Leute von der Shiloh Ranch (The Virginian)
- 1972–1975: Ein Sheriff in New York (McCloud, drei Folgen)
- 1977–1982: Quincy (Quincy, M. E., sechs Folgen)
- 1980: Der unglaubliche Hulk (The Incredible Hulk) (Fernsehserie)
- 1982–1985: Ein Colt für alle Fälle (The Fall Guy, zwei Folgen)
- 1983: Kampf um Yellow Rose (The Yellow Rose) (Fernsehserie, drei Folgen)
- 1986: Trio mit vier Fäusten (Riptide, eine Folge)
- 1985–1993: Mord ist ihr Hobby (Murder, She Wrote, drei Folgen)
- 1987: Stingray (Fernsehserie, 1 Folge)
- 1987: Das A-Team (The A-Team, eine Folge)